# Jaf armat (film)
Jaf armat (în engleză Heist) este un film neo-noir americano-canadian din 2001, scris și regizat de David Mamet și avându-i în rolurile principale pe Gene Hackman, Danny DeVito, Delroy Lindo, Rebecca Pidgeon, Ricky Jay și Sam Rockwell.

## Rezumat
Joe Moore (Hackman) conduce un grup de spărgători profesioniști format din Bobby Blane (Lindo), Don "Pinky" Pincus (Jay) și soția mai tânără a lui Joe, Fran (Pidgeon). În timpul unui jaf de zi la un magazin de bijuterii din New York City, fața lui Joe este surprinsă de o cameră de supraveghere. Putând fi identificat de imagine și de un martor, Joe alege să se retragă din activitate și plănuiește să fugă cu un iaht, împreună cu soția sa, trăind de pe urma părții lor din jaful precedent. 
Acest lucru nu-i convine însă tăinuitorului lui Joe, Mickey Bergman (DeVito), care conduce o afacere de îmbrăcăminte ca acoperire a activităților sale. După ce realizase o serie de cheltuieli pentru un alt jaf, mult mai complicat, Bergman decide să rețină plata datorată lui Joe si echipa lui. El insistă că aceștia să-i realizeze un alt jaf - deturnarea unui avion elvețian cu un transport mare de aur. Bergman mai insistă și ca nepotul său Jimmy Silk (Rockwell) să facă parte din echipă. 
Joe acceptă fără tragere de inimă, dar o serie de ghinioane neprevăzute mărește complexitatea sarcinii lor. Aceasta include interesul personal a lui Jimmy față de soția lui Joe și faptul că încrederea lui Bergman și Jimmy în abilitățile lui Joe este în scădere. 
Jefuirea avionului decurge la început previzibil. Pinky se preface a fi agent de pază la aeroport în timp ce Joe, Bobby și Jimmy se dau drept făcând parte din personalul de securitate al aeroportului. Ei opresc avionul înainte de decolare pretinzând că au primit o amenințare cu bombă. Cei trei încarcă în dubă lucrurile luate din avion, apoi duc duba într-un garaj închiriat de pe terenul aeroportului, unde îi schimbă aspectul și numerele de înmatriculare și cheamă un camion de remorcare pentrui a o tracta.
Jimmy îi trădează pe ceilalți în încercarea de a fura atât aurul, cât și pe Fran. El îl lovește pe Joe după ce toată lumea a plecat, apoi îi spune lui Fran că Joe a schimbat planul. El și Fran iau duba, dar Jimmy constată că, în loc de barele de aur, compartimentele ascunse sunt umplute cu șaibe metalice. 
Joe evită arestarea și revine deghizat la avion. El și Bobby scot încărcătura de marfă ascunsă de la bordul aceluiași avion elvețian, insistând că trebuie să o ducă la destinație pe autostradă din cauza întârzierii avionului. În interiorul încărcăturii este și aurul furat, pe care Joe și Bobby îl topesc și apoi îl transformă în tije lungi de aur. 
Furios, Bergman trimite bătăuși pentru a-l prinde pe Pinky, care își conducea nepoata la școală. Pinky le prezintă planul, în scopul de a salva viața nepoatei sale (dar nu și a lui). Bergman și echipa sa ajung la barca cu pânze a lui Joe, împreună cu Jimmy și Fran, amenințându-l pe Joe cu arma și vrând să știe: "Unde e aurul?" 
Ei observa ca balustradele bărcii sunt din aur. Fran pleacă cu Jimmy, rugându-l pe Bergman să-i dea niște bani lui Joe și să-l lase să plece. Bergman verifică balustradele, dar acestea se dovedesc a fi doar pictate în auriu. Bergman îl amenință pe Joe că-l va împușca dacă nu-i spune unde a scuns aurul, dar atunci apare Bobby (care era ascuns) și deschide focul. Oamenii lui Bergman sunt uciși, iar Joe îl împușcă și pe Bergman. 
Bobby îi dă lui Joe adresa la care să-i trimită partea lui și apoi pleacă. Joe așteaptă pentru a se întâlni cu Fran având un camion nou umplut cu tije de aur vopsite în negru. Jimmy apare împreună cu Fran, iau camionul cu tijele de aur și pleacă.
Joe scoate atunci un camion mai vechi și pleacă și el. O bară neagră din camion se zgârie accidental de ușa garajului, dezvăluind o nunață aurie sub vopsea. Joe ridică prelata camionului, dezvăluind faptul că cele mai multe tije de aur erau ascunse sub ea. El acoperă tija zgâriată cu prelata și pleacă cu mașina, zâmbind.

## Distribuție
- Gene Hackman - Joe Moore
- Danny DeVito - Mickey Bergman
- Delroy Lindo - Bobby Blane
- Rebecca Pidgeon - Fran
- Sam Rockwell - Jimmy Silk
- Ricky Jay - Pinky

## Recepție

### Box office
În primul week-end, filmul s-a clasat pe locul 5 la casele de bilete din SUA și Canada, aducând încasări de 7.823.521 dolari de la 1.891 cinematografe. Încasările totale au ajuns la suma de 28.510.652 dolari, semnificativ mai mici decât bugetul de producție al filmului de 39 milioane dolari.

### Recepție critică
Potrivit sitului Rotten Tomatoes, reacția critică față de Jaf armat a fost mixtă spre pozitivă, cu un rating de aprobare de 65%. Printre criticii de top ai Rotten Tomatoes, reprezentați de cei mai populari și notabili critici din ziare, situri Internet, emisiuni radiofonice și de televiziune , filmul are un rating de aprobare generală de 60%. Rezumatul consensului criticilor a fost că "Jaf armat nu acoperă niciun motiv nou, dar distribuția și expertiza lui Mamet, cu replici batjocoritoare spirituale îl fac să merite". 
În esență, reexaminând dispozitivul preferat al lui Mamet, jocul de încredere, filmul a fost mai mult un succes cu critică decât de public. Roger Ebert este printre admiratorii filmului, lăudând nu doar construcții verbale ale lui Mamet ("Toată lumea are nevoie de bani - de aceea se numesc bani!") și abordarea reținută a schimburilor de focuri de pe ecran, dar și grija pe care regizorul o are în modelarea relațiilor între actorii principali.